# IC 4843
IC 4843 ist eine Balken-Spiralgalaxie vom Hubble-Typ SB im Sternbild Pfau am Südsternhimmel. Sie ist rund 174 Millionen Lichtjahre von der Milchstraße entfernt.
Das Objekt wurde am 16. September 1901 vom US-amerikanischen Astronomen DeLisle Stewart entdeckt.